# Hispania (Antioquia)
Hispania – miasto w Kolumbii, w departamencie Antioquia.